# 江戸川区立清新第一中学校
江戸川区立清新第一中学校（えどがわくりつ せいしんだいいちちゅうがっこう）は、東京都江戸川区清新町に所在する区立中学校。

## 概要
略称は「清新一中（清一）」。1983年に開校。新興住宅街に囲まれた落ちついた立地や熱心な進学指導などもあり人気が高く、学校選択制導入後は区内トップの人気校となっている。進学実績は高く、例年日比谷高校や新宿高校、戸山高校や青山高校等の都立上位校や難関私立校などへの実績が顕著である。その様子は、NHKの教育関連番組でも取り上げられた。2007年度の日比谷高校合格者は5名で、全中学中3番目の多さだった。2008年度は7名を、2009年度は1名を、2010年度は4名を、2017年には2名を、2018年は1名を、2023年は5名を輩出している。

## 所在地
- 東京都江戸川区清新町一丁目5番14号
- 東西線西葛西駅より徒歩15分

## 部活動
運動部
- サッカー
- 卓球
- ソフトテニス
- 野球
- バスケットボール
- 陸上
- バドミントン
- 水泳
- バレーボール

文化部
- 吹奏楽
- 書道
- ESS
- 美術
- 文化研究
- 手芸
- 科学

## 沿革
- 1983年3月12日 - 校舎落成。
- 1983年4月1日 - 江戸川区立清新第一中学校として開校。
- 1983年4月7日 - 第1回入学式挙行（新入生76名、全校生徒173名）、校章・標準服制定。
- 1983年10月1日 - 校歌制定。
- 1983年11月1日 - 施設落成に伴い開校記念式典。開校記念日制定。
- 1985年4月1日 - 心身障害学級開設。
- 1987年3月31日 - 生徒数増加に伴い江戸川区立清新第二中学校開校。それに伴う学区域変更により1年生80名転出。
- 1995年9月20日 - 学級数増加に伴いプレハブ校舎増築（2000年3月31日撤去）。
- 2003年9月6日 - 屋上を緑化。
- 2003年11月7日 - 開校20周年記念式典挙行。

## その他
- 特別支援学級である心身障害学級がある。

## 著名な卒業生
- 碓井将大（タレント・モデル）
- 大橋彰彦（ミュージシャン）
- エイジアエンジニア（歌手）
- 浦田樹（プロサッカー選手）
- 福森健太（プロサッカー選手）